# Neviđane
Neviđane su naselje i luka na otoku Pašmanu, smješteno 3 km sjeverozapadno od naselja Pašman. Stariji dio naselja udaljen je od mora oko 300 m. Gospodarska je osnova poljodjelstvo, ribarstvo i turizam. Na regionalnoj su prometnici koja prolazi uzduž otoka. 
Naselje se prvi put spominje 1067. i nazvano je po tamošnjem samostanu sv. Nevijane koji je stradao u Kandijskom ratu u 17. stoljeću. Uz današnju župnu crkvu s kraja 19. stoljeća stoje ruševine crkve iz 1670., dok su na groblju ruševine crkvice sagrađene 990. (pregrađena u 15. st.; iznad vrata gotički reljef sv. Mihovila). Zapadno od sela nalaze se i ruševine crkvice sv. Martina iz 9. – 11. stoljeća. U selu se nalazi Osnovna škola „Vladimir Nazor”.

## Stanovništvo
| broj stanovnika | 265   | 428   | 323   | 381   | 452   | 469   | 495   | 574   | 663   | 651   | 581   | 646   | 607   | 628   | 397   | 376   | 353   |
|                 | 1857. | 1869. | 1880. | 1890. | 1900. | 1910. | 1921. | 1931. | 1948. | 1953. | 1961. | 1971. | 1981. | 1991. | 2001. | 2011. | 2021. |

## Sakralne građevine
- Župna crkva Presvetog Srca Isusova je sagrađena i blagoslovljena 1899. godine, jednobrodna je i ima sakristiju. Za 100. obljetnicu njezine izgradnje bila je 1999. temeljito obnovljena kada je i blagoslovljen novi kameni oltar. Na oltaru je kip Srca Isusova. Zvona na kamenom zvoniku su 1944. minirali Nijemci a 1946. godine su nabavljena nova.
- Crkva Gospe od Zdravlja podignuta je u 17. stoljeću kao zavjet nakon kuge a blagoslovljena 1640. godine. Ima dva oltara, veći oltar je u mramoru a manji u drvu, oba dva oltara su posvećena Blaženoj Djevici Mariji. Pročelje joj je okrenuto prema sjeveru i ima zvonik u rimskom stilu s jednim zvonom iz 1848. godine i sa slikom Gospe od ružarija i sv. Lovre, duga je 13.5 metara a široka 5.5 metara Do kraja 19. stoljeća je bila zapuštena i bez krova. Renoviranu crkvu je 1983. blagoslovio nadbiskup Marijan Oblak.
- Crkva sv. Mihovila arkanđela je sagrađena početkom 1018. godine a posvećena 1029. godine. Sagradili su je zadarski biskup Prestancije i njegov brat Majo de Columna, dalmatinski prokonzul pa su je s okolnim zemljištem, vinogradima i maslinicima poklonili nadbiskupiji svetog Grisogona u Zadru. Darovanje crkve se spominje u jednom spisu 1067 godine s kojim zadarski biskup Stjepan I potvrđuje posjed spomenute crkve i cijelog imanja koje je pripadalo Neviđanima. Biskupija Svetog Grisogona tako prestaje sa svojim djelovanjem i cijelo selo po spisu Benedikta XIII iz 30. prosinca 1729 godine prelazi u vlasništvu sjemeništa Diocesana. Crkvu je proširena. Glavno pročelje okrenuto je prema jugu. Crkva ima površinu od 13,5 metara puta 5,50 metara, bez sakristije. Ima dva oltara, oba dva su u kamenu, veći posvećen zaštitniku mjesta, a onaj sa strane posvećen Blaženoj Djevici Mariji i Svetomu Anti Padovanskom. Zvonik posjeduje dva zvona, na prvom piše Opus Josephi de Polis što znači Poslije Kristova rođenja MDCXCII sa slikom Blažene Djevice Marije, Svetog Josipa i Svetoga Križa; na drugom piše Opus Bartholomaei de Polis što znači poslije Kristova rođenja MDCCV i sa slikom Svetoga Ante Padovanskog i Svetoga Križa. Na zabatu crkve vidi se na četvrtastoj ploči reljef sv. Mihovila, arkanđela koji kopljem ubija paklenoga zmaja. Crkva je blagoslovljena 8.svibnja 1029. godine. Pošto je crkva bila u derutnom stanju, sve su funkcije prebačene u već spomenutu crkvu Gospe od Zdravlja. U blizini Neviđana postoje ostaci benediktinskog samostana.